# 15. zongoraverseny (Mozart)
Wolfgang Amadeus Mozart 15., B-dúr zongoraversenye a Köchel-jegyzékben 450 szám alatt szerepel.

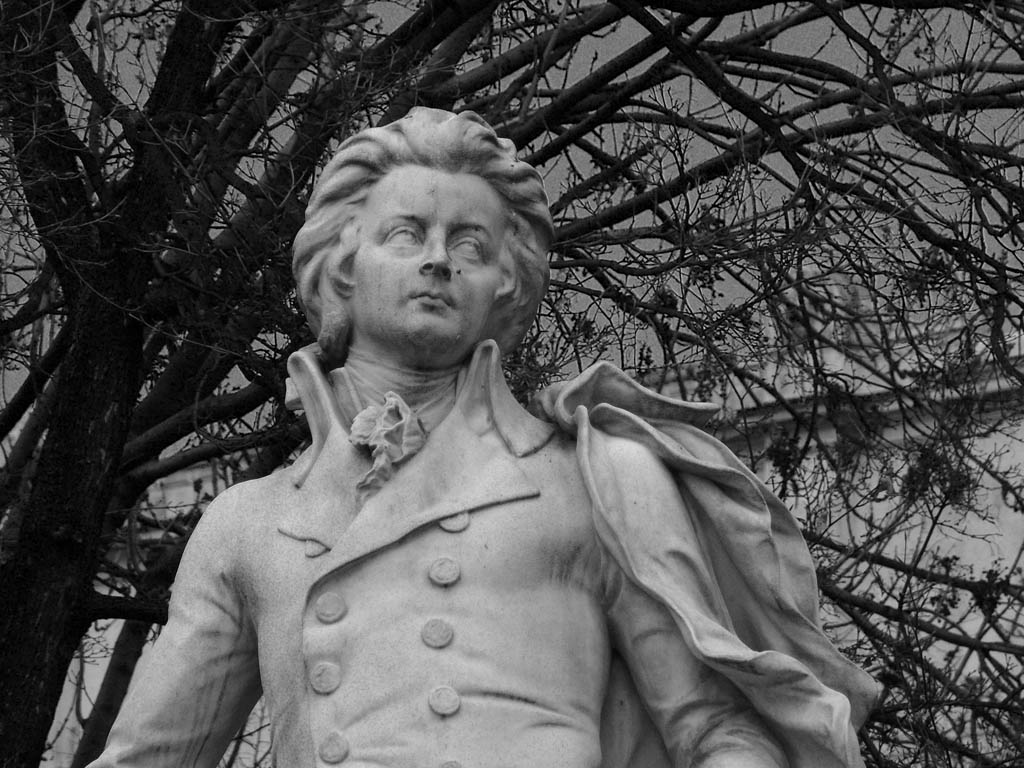

## Keletkezése, története
A versenymű 1784 tavaszán készült, Mozart a márciusi akadémiáira írta, melyek során  Bécsben, a Burgtheaterben és a Trattnerhofban maga adta elő zongoraversenyeit, kimagasló sikerrel. Akadémiái Bécsben művészi és társadalmi eseményszámba mentek. Apjának írt levelében a 16. zongoraversennyel (K. 451) hasonlítva össze a B-dúr zongoraversenyt, ez utóbbit nehezebbnek véli. Valóban sok zongorista a legnehezebb Mozart-zongoraversenynek tartja a művet.

## Szerkezete, jellemzői
A mű a partitúra szerint zongorára, fuvolára, két oboára, két basszetkürtre, két kürtre és vonósokra íródott.
Tételei:
1. Allegro
2. Andante
3. Allegro

A korábbi koncertek hősi, szenvedélyes mondanivalója helyett a társasági hang, a szórakoztató csevegés és az elegáns fordulatok jellemzik a művet.
A lassú tétel variációs formában íródott, a változatok során egyre gazdagabb a zongoraszólam ritmikus profilja, egyre ékesebbek a figurációi.
A finálé rondótémáját Mozart csaknem változtatás nélkül vette át Luigi Borghi hegedűversenyéből, amelyet korábban Londonban hallott. A vadászat típusú téma kibontakozását két alkalommal szakítja meg a zongora virtuóz kadenciája.

## Ismertség, előadási gyakoriság
Hangversenyen, hanglemezen, vagy elektronikus médiákban viszonylag gyakrabban hallgatható darab. 2006-ban, a Mozart-év kapcsán a Magyar Rádió Bartók Rádiójának Mozart összes művét bemutató sorozatában hallható volt, a zongoraszólamot Alfred Brendel játszotta, a St. Martin-in-the-Fields Kamarazenekart Neville Marriner vezényelte.